# برايان ويلسون (ممثل)
برايان ويلسون (بالإنجليزية: Brian Anthony Wilson)‏ هو ممثل أمريكي، ولد في 22 فبراير 1960 بفيلادلفيا في الولايات المتحدة.

## أعمال

### أفلام
- (1997) ساعي البريد[2][3]
- (2012) المعالجة بالسعادة

## وصلات خارجية
- برايان ويلسون على موقع IMDb (الإنجليزية)
- برايان ويلسون على موقع قاعدة بيانات الفيلم (الإنجليزية)